# توماس ألبرت أندرو بيكر
توماس ألبرت أندرو بيكر (بالإنجليزية: Thomas Albert Andrew Becker)‏ هو كاهن كاثوليكي أمريكي، ولد في 20 ديسمبر 1832 في بيتسبرغ في الولايات المتحدة، وتوفي في 29 يوليو 1899 في واشنطن في الولايات المتحدة.